# Nolina palmeri
Nolina palmeri är en sparrisväxtart som beskrevs av Sereno Watson. Nolina palmeri ingår i släktet Nolina och familjen sparrisväxter. Inga underarter finns listade i Catalogue of Life.